# 拉讷维尔圣皮埃尔
拉讷维尔圣皮埃尔（法語：La Neuville-Saint-Pierre，法語發音：[la nøvil sɛ̃ pjɛʁ]）是法国瓦兹省的一个市镇，属于克莱蒙区。

## 地理
拉讷维尔圣皮埃尔（49°31'41"N, 2°12'16"E）面积4.11 平方千米，位于法国上法蘭西大區瓦兹省，该省份为法国北部内陆省份，北起索姆省，西接厄尔省和滨海塞纳省，南至塞纳-马恩省和瓦兹河谷省，东临埃纳省。
与拉讷维尔圣皮埃尔接壤的市镇（或旧市镇、城区）包括：阿布维尔圣吕西安、莫莱尔、努瓦雷蒙、布雷什河畔勒伊。

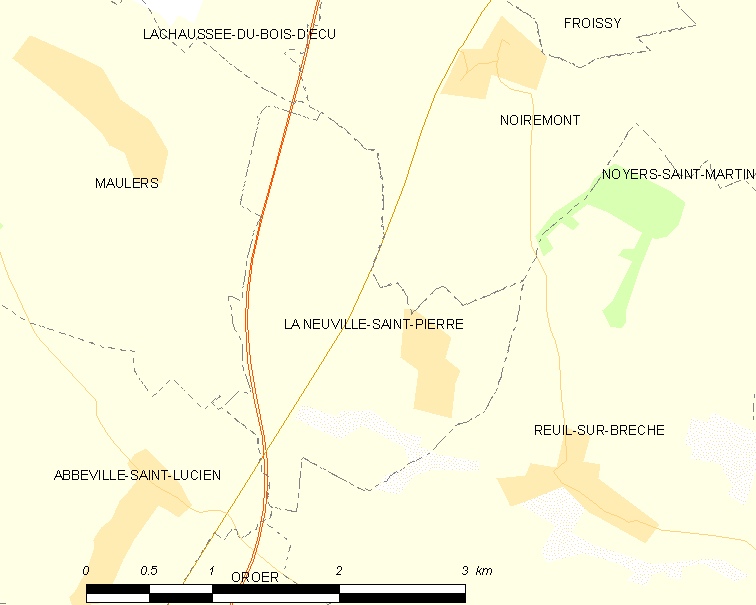
拉讷维尔圣皮埃尔的OSM定位图

拉讷维尔圣皮埃尔的时区为UTC+01:00、UTC+02:00（夏令时）。

## 行政
拉讷维尔圣皮埃尔的邮政编码为60480，INSEE市镇编码为60457。

## 政治
拉讷维尔圣皮埃尔所属的省级选区为圣瑞斯特昂绍塞县。

## 人口

1962-2008年间拉讷维尔圣皮埃尔人口变化图示

拉讷维尔圣皮埃尔于2022年1月1日时的人口数量为162人。